# Hōjō Takatoki
Hōjō Takatoki (北条高時, 1303-1333) foi o décimo quarto shikken (regente do Shogun) e o último Tokuso (líder do clã Hōjō). Seu pai foi Hōjō Sadatoki.
Takatoki foi nomeado shikken aos 13 anos de idade, o comando naquela época era realizado por seu avô Adachi Tokiaki e por Nagasaki Takasuke um ministro indicado por seu avô.
Após a fuga de Go-Daigo do exílio em 1333, este passou a distribuir privilégios em troca de apoio principalmente aos nobres proprietários de terra (jito shiki) fragmentando o monopólio do Bakufu sobre esses títulos. Ao mesmo tempo tratou de personificar seu inimigo citando o chefe Hōjō. Condenando o ex-governador de Sagami Takatoki por violar a vontade imperial, e que ele, o imperador, o castigaria por usurpar as províncias e causar angústia ao povo e por isso declararia agora Takatoki um inimigo do Estado, um homem que portanto, teria de ser destruído.
Takatoki se opôs aos intentos de restauração imperial de Go-Daigo mas foi derrotado por Nitta Yoshisada durante o cerco de Kamakura de 1333, após o qual cometeu seppuku.
O local onde Takatoki e outros membros do clã Hôjô se suicidaram ainda pode ser encontrado hoje, a algumas dezenas de metros do túmulo de Minamoto no Yoritomo, mas Takatoki foi posteriormente sepultado no templo Zen Engaku-ji fundado por seu avô Hôjô Tokimune.